# لغة بولارية
اللغة البولارية (𞤆𞤵𞤤𞤢𞤪) هي لغة فولانية يتحدث بها في المقام الأول شعب الفولا في فوتا جالون، في غينيا. ويتحدث بها أيضًا في غينيا بيساو، وغامبيا، والسنغال ، وأجزاء من سيراليون. هناك عدد قليل من المتحدثين في مالي . يتحدث البولار 4.3 مليون غيني، أي حوالي 55% من السكان الوطنيين. وهذا يجعل البولار اللغة الأصلية الأكثر انتشارًا في البلاد. هاجر عدد كبير من المتحدثين باللغة البولارية إلى بلدان أخرى في غرب أفريقيا، ولا سيما السنغال وساحل العاج.
لا ينبغي الخلط بين البولار والبُلارية، وهي لغة فولاوية أخرى يتحدث بها السكان الأصليون في غينيا والسنغال وموريتانيا وغرب مالي (بما في ذلك منطقة فوتا تورو).
تُكتب اللغة البولاريّة بثلاثة أحرف أبجدية: الخط الأدلمي، والخط العجمي العربي، والخط اللاتيني.

## روابط خارجية
- مييو وااوي بولار! دليل المتعلم للغة البولار (فوتا جالون) بقلم هيرب كوديل وعثمان ديالو